# Mio papà
Mio papà è un film del 2014 diretto da Giulio Base.
Il film, che affronta il tema delle cosiddette "famiglie allargate", è stato presentato al Festival del film di Roma il 16 ottobre 2014 e uscito nelle sale italiane dal 27 novembre seguente.

## Trama
Lorenzo lavora come sommozzatore in una piattaforma nel medio Adriatico.
Una serata di svago con l'amico Roberto sulla terraferma, finisce nel travolgente incontro con Claudia. Un colpo di fulmine che lo porta a trascorrere la notte a casa di lei. Al risveglio scopre che in casa c'è anche Matteo, un bambino nato da una precedente relazione.
Lorenzo è molto attratto da Claudia ma la presenza del piccolo Matteo, per altro molto ostile a lui, rende il rapporto problematico. Quando Claudia coglie al volo l'opportunità di promuovere la sua attività di cake designer in una fiera in Germania, Lorenzo si offre di badare a Matteo per qualche giorno. Inaspettatamente tra i due nasce una grande intesa e al ritorno di Claudia l'unione è più salda anche se le crisi sono in agguato.
Lorenzo si affeziona sempre di più a Matteo e anche se avrebbe desiderato qualcosa di diverso, dopo profonda riflessione, sceglie con convinzione di dare seguito alla storia con Claudia accettando il ruolo scomodo di "secondo padre", per amore di entrambi.
Proprio mentre le cose si sono messe al meglio, Claudia muore vittima di un incidente stradale. Lorenzo in un colpo solo ha perso la persona che amava e l'affetto di Matteo col quale non ha legalmente nessun vincolo e che infatti torna al padre. Nel buio più totale però è Matteo a riaccendere una speranza, scegliendo espressamente Lorenzo come suo padre.

## Produzione

### Riprese
Il film è stato girato quasi interamente tra Ascoli Piceno, San Benedetto del Tronto e Grottammare, sia per gli esterni che per gli interni. Fanno eccezione le riprese sulla piattaforma, girate al largo di Pescara, quelle subacquee nei pressi di Ortona, quelle dell'aeroporto girate ad Ancona, mentre quelle della piscina girate a Roma, e le riprese presso l'Acquario di Cattolica Le Navi.